# .biz
.biz je generička internetska domena. Dodjeljuje se uglavnom internetskim stranicama koje se odnose na biznis, kao što su web stranice raznih kompanija ili privrednih subjekta. U upotrebi je od 2001. godine.

## Vanjske poveznice
- Popis najviših domena, na iana.org